# Asperula insignis
Asperula insignis là một loài thực vật có hoa trong họ Thiến thảo. Loài này được (Vatke) Ehrend. mô tả khoa học đầu tiên năm 1977.